# 横山一平

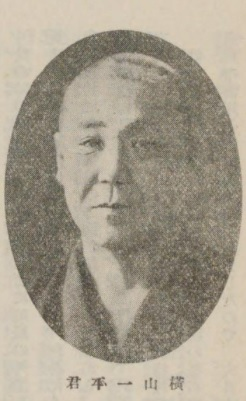
横山一平

横山 一平（よこやま いっぺい、1862年6月25日（文久2年5月28日）- 1932年（昭和7年）6月10日）は、江戸末期から昭和初期の実業家、政治家。加賀藩の世襲家老である加賀八家の一つ横山家(3万石)の一族の出身。家紋は丸に左万字。衆議院議員、勲四等。

## 経歴
江戸時代末に、加賀金沢藩の加賀八家と称された世襲家老である横山氏の一族、金沢藩士横山隆三の次男に生まれる。明治10年に東京に出て、実業や政治・言論の場で活躍。とりわけ捕鯨業においては、日本の捕鯨法が旧式のためロシア等の外国船のなすがままに資源を取られ国益を損なっていることに憤慨し、日本の国家の最善の利益のために資本を集めて近代化を図る必要があると考え、旧知の海軍少将船木鍊太郎を社長に、自らは専務取締役として大日本捕鯨会社を設立。その後、長州出身で同じく捕鯨の近代化を図っていた岡十郎の東洋漁業株式会社等と大同合併し、明治42年3月に東洋捕鯨株式会社を設立、当初は岡が、大正12年1月岡の死後は一平が自ら社長として事業を拡大し、日本の捕鯨業の近代化を進めその基礎を築いた。
また、旧知の福地桜痴らとともに、大阪の中心地・梅田に西洋風の外観の劇場「大阪歌舞伎」を建設し、杮落とし公演で九代目市川團十郎の初めての来阪を実現して話題を呼んだ。
金沢においても、本家当主（横山男爵家）の横山隆俊や一族の隆興・章等が石川県で横山鉱業部などの諸事業を成功させ、「金沢は横山でもつ」とも日本の「三大鉱山華族」とも称される石川県随一の経済力を有するようになったのと手を携え、金福鉄道取締役や横山隆俊・章らとの共同による金沢電気軌道の設立や逝去直前まで二度にわたり社長をつとめるなど活躍。その他日本各地や朝鮮半島において幅広く活躍し各社の社長を歴任した。
また、初期には侯爵西郷従道・子爵品川弥二郎の賛助を得て義侠館を設立しその会長となったり、明治37年、第9回衆議院議員総選挙に千葉県選出で当選し、衆議院議員を1期務めるとともに、同郷の評論家・三宅雪嶺（雄二郎）や、三宅を介して中野正剛と縁戚関係にあり、一平自身の思想的・政治的活動への関心も高かった。

## 親族

### 妻
- 俊 （1870年4月22日（明治3年3月22日）- 1900年（明治33年）9月25日）享年31。加賀藩の儒学者尾佐竹保の長女であり、一俊、俊平、山城、俊子、多嘉子の実母である[注 8]。
- 實 （1884年（明治17[注 9]年）11月 - 1945年（昭和20年）1月24日）享年61[13]。尾佐竹保の三女で、俊の早逝後の後添えとして、一平の多くの子を育てた。

### 尾佐竹猛との親交
妻の俊及び實は、明治文化研究会の主宰者の一人で明治維新史等の研究で著名な法律家・歴史家の尾佐竹猛の姉妹である。猛は、その長姉である俊とその夫・一平の支援の下に、金沢を出て東京での修養に努めた様子がうかがえる。俊の早逝後も横山一平と尾佐竹猛とのかかわりは深く、一族での写真や、自宅も近くであり、一平の長女の俊子が渋沢栄一の紹介で宇治原退蔵に嫁す際、宇治原家の求めに応じて横山家の由緒を証すために猛が筆を執ったと伝えられる。

### 子
- 横山一俊[19] （1890年（明治23年）1月 - 1981年（昭和56年）3月13日）享年92[20]。京都帝国大学法科卒、内務官僚、正五位勲五等。妻は評論家・三宅雪嶺の三女・淑（1901年（明治34[注 9]年）3月 - 1980年（昭和55年）12月21日）、享年79[20]。
- 横山俊平[21] （1892年（明治25[注 9]年）10月 - 1973年（昭和48年）5月16日）享年81[20]。東京帝国大学文科卒、文部官僚、従四位勲四等。妻は内務官僚・政治家の塚本清治[22]の長女・静子（1906年（明治39年）1月生まれ）。
- 宇治原俊子 （1894年（明治27年）5月 - 1978年（昭和53年）3月7日）。三輪田高等女学校出身、宇治原退蔵[注 11]の妻
- 横山山城 （1895年（明治28年）4月生まれ）[25]
- 山本多嘉子 （1897年（明治30年）10月生まれ） 三輪田高等女学校出身[12]、海軍少将の山本順平の妻[26]
- 不破祐俊[27] （1902年（明治35年）1月生まれ） 洋酒洋食品商「不破商店」・不破外喜次郞[注 12][28]の養子となる。東京帝国大学社会学科卒、文部官僚、後に会社役員、従六位勲六等。妻は慶應義塾大学医学部教授草間滋の長女・美恵子。
- 鷹栖鈴子 （1904年（明治37年）5月生まれ） 鷹栖愛の養子[1]となり、医師の鷹栖才治を養子に迎えて、鷹栖家を再興。
- 湯浅繁子 （1908年（明治41年）3月生まれ） 三輪田高等女学校出身[1]、応用昆虫学者の湯浅啓温の妻[19]
- 福島公 （1910年（明治43年）3月生まれ） 実業家・政治家の福島宜三[29]の養子となる[1]。
- 横山隆正 （1913年（大正2年） - 1991年（平成3年）10月1日）享年79。いすず自動車取締役、近畿いすず会長をつとめた。妻は和子（1921年（大正10年） - 1963年（昭和38年）9月16日）、享年43。
- 中村克子 （1917年（大正6年）1月生まれ）[1]、会社役員の中村成勝の妻。

### 住居
四谷霞岳町15番地(新国立競技場整備着手前の明治公園の霞岳広場の一部、2019年建替後の国立競技場のＥゲート直下周辺)に西洋館及び日本館から成る屋敷を構え、昭和7年に同地で逝去、享年71。没後の昭和12年1月30日からは同郷の林銑十郎内閣の組閣本部として用いられ、その際の邸宅周辺の写真や一族の様子が新聞記事に見られる。